# Dernivka, Barîșivka
Dernivka (în ucraineană Дернівка) este localitatea de reședință a comunei Dernivka din raionul Barîșivka, regiunea Kiev, Ucraina.

## Demografie
Componența lingvistică a localității Dernivka
     Ucraineană (98,13%)
     Rusă (1,88%)
Conform recensământului din 2001, majoritatea populației localității Dernivka era vorbitoare de ucraineană (98,13%), existând în minoritate și vorbitori de rusă (1,88%).